# Phùng Minh
Phùng Minh là một xã cũ thuộc huyện Ngọc Lặc, tỉnh Thanh Hóa, Việt Nam.
Xã có diện tích 12,5 km², dân số năm 2004 là 3173 người, mật độ dân số đạt 254 người/km².
Từ ngày 1 tháng 7 năm 2025, theo Nghị quyết số 1686/NQ-UBTVQH15, giải thể huyện Ngọc Lặc và thành lập xã Kiên Thọ trên cơ sở sáp nhập toàn bộ diện tích tự nhiên và dân số của 3 xã là Phúc Thịnh, Phùng Minh và Kiên Thọ.